# Palais Roumiantsev

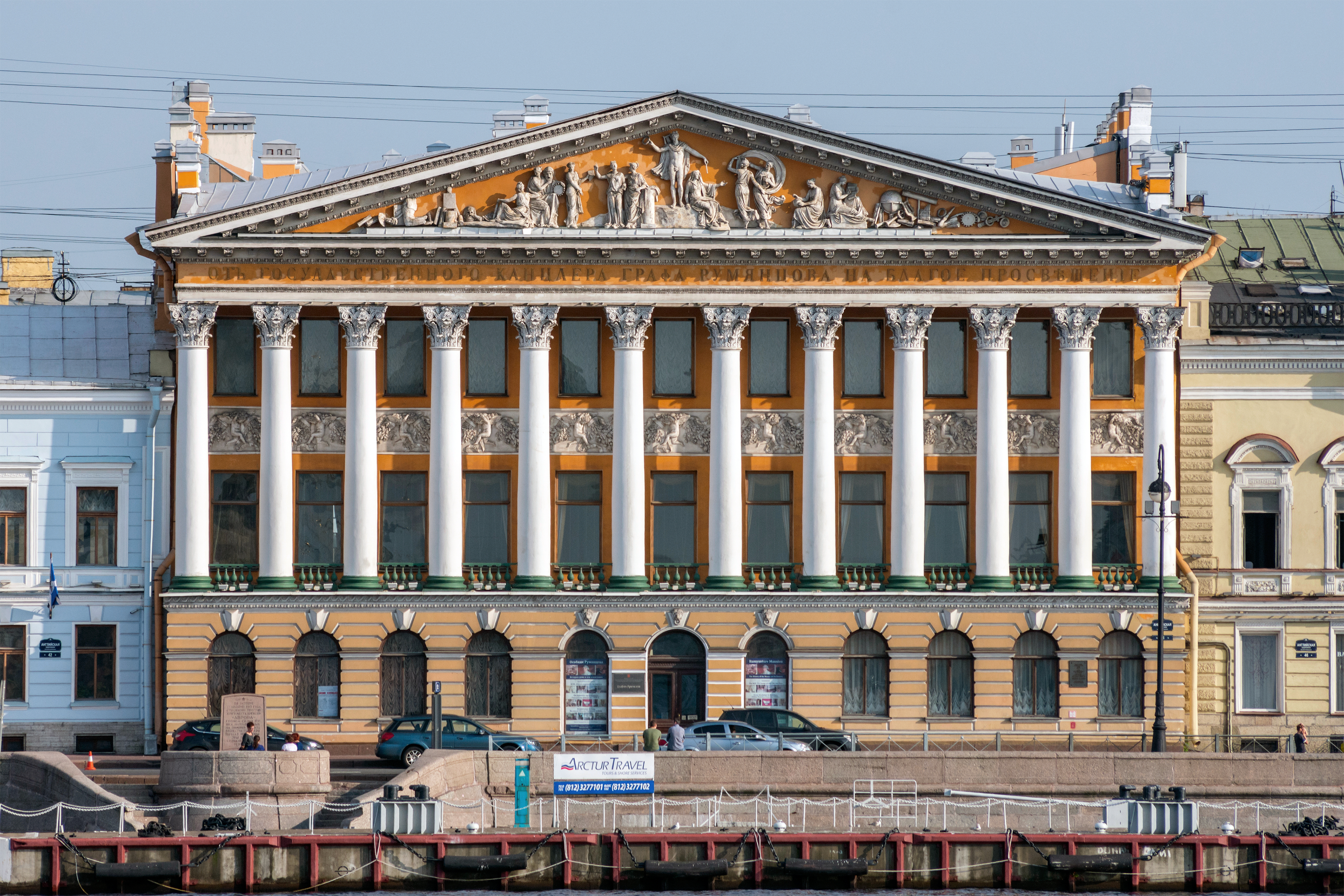
Vue du palais Roumiantsev sur le quai des Anglais

Le palais Roumiantsev (en russe : особняк Румянцева, ossobniak Roumiantseva) est un palais de Saint-Pétersbourg situé au no 44 quai des Anglais, au bord de la Néva. C'est aujourd'hui une filiale du musée d'histoire de Saint-Pétersbourg.

## Histoire
C'est au XVIIIe siècle que cette parcelle de terrain en face de la Néva a été construite. Saint-Pétersbourg a été fondée en 1703, et les quais près de la nouvelle amirauté ont commencé à être lotis et bâtis de maisons de pierre vers 1740. L'amiral Mikhaïl Galitzine (1685-1764) en est le premier propriétaire, puis son fils le prince Alexandre Galitzine (1723-1807), vice-chancelier de l'Empire. L'architecte Jean-Baptiste Vallin de La Mothe dessine les plans du nouvel hôtel particulier vers 1770. C'est ainsi que le palais est encore visible aujourd'hui, avec sa façade classique à la grecque sur trois niveaux. Toutefois le portique actuel n'existait pas encore.

### Musée Roumiantsev

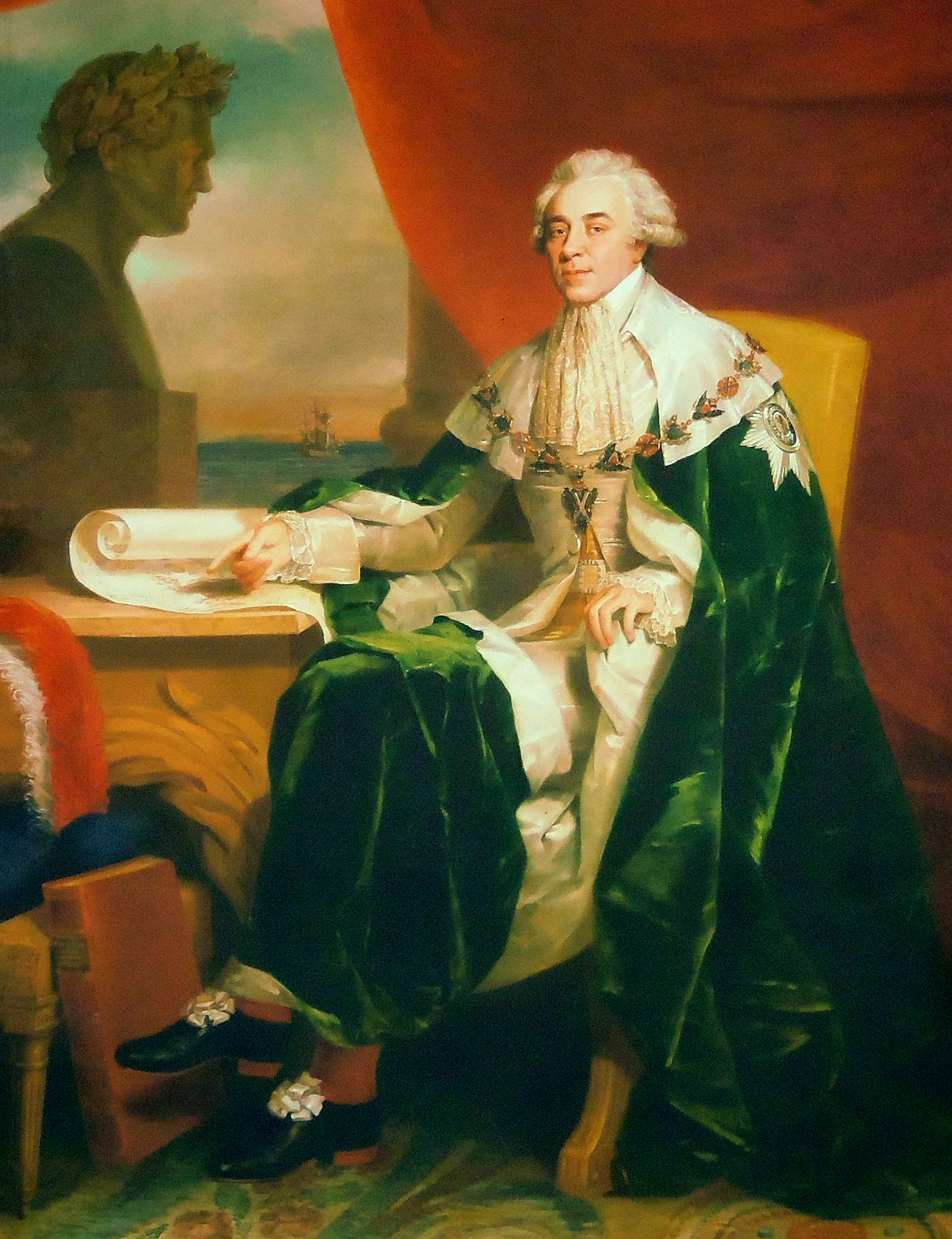
Portrait du comte Nicolas Roumiantsev

Le prince Alexandre Galitzine, qui doit habiter Moscou, vend le palais à un négociant anglais, puis le comte Nikolaï Roumiantsev (1754-1826) l'achète en 1802. Celui-ci, qui est le petit-fils d'Alexandre Roumiantsev (1680-1749), est immensément riche. C'est aussi un diplomate et un homme d'État fort cultivé qui décide de consacrer le dernier étage à ses collections privées. Il fait réaménager l'intérieur en 1802. Il reçoit l'empereur Alexandre chez lui à plusieurs reprises. Le comte habite trois grandes pièces donnant sur la Néva. Il fait restaurer son palais en 1824 par Vassili Glinka qui aménage un portique à douze colonnes supportant un fronton comportant un bas-relief qui représente Apollon musagète au mont Parnasse, sculpté par Ivan Martos (1754-1835). Apollon est entouré des neuf Muses et de leur mère Mnémosyne. Le comte Roumiantsev meurt en 1826 et son frère Sergueï (1755-1838) hérite de ses biens. Il est membre de l'académie de Saint-Pétersbourg, ancien diplomate et membre du collège des Affaires étrangères. Il termine l'aménagement intérieur et respecte les dernières volontés de son frère en installant un musée pour présenter les collections. L'empereur non seulement donne son assentiment à l'ouverture du musée Roumiantsev, mais aussi fait don de sommes d'argent pour son bon fonctionnement.
Le musée ouvre le 28 mai 1831 et dépend du ministère de l'instruction populaire. Le premier étage et une partie du second étage comportent la bibliothèque du musée avec des parchemins uniques, des livres slaves anciens, ainsi que des ouvrages étrangers de prix et des cartes géographiques. Le grand salon blanc accueille la collection minéralogique. On peut aussi admirer des cabinets de médailles, des collections de vêtements anciens, et des objets exotiques provenant de l'expédition du capitaine Otto von Kotzebue, financée par le comte. Des linguistes, des scientifiques et des archéographes travaillaient au musée qui donnait des leçons publiques, des conférences, et même des concerts. Lorsque le comte meurt en 1838, le musée n'a plus les moyens d'être entretenu et la majeure partie de la collection finit en 1845 par appartenir à la bibliothèque publique impériale, tandis que le musée Roumiantsev déménage en 1861 à Moscou à la maison Pachkov. Le bâtiment du quai des Anglais nécessite de sérieuses restaurations. Il est vendu en 1863 à un écrivain et journaliste, A.V. Startchevski, qui collabore à la Bibliothèque pour la lecture, mensuel alors fort répandu, une des premières publications russes à gros tirages. Startchevski s'intéressait en particulier aux traductions orientales et aux encyclopédies. L'architecte Anton Tsim rénove l'intérieur et restaure l'ensemble. Il en fait une maison de rapport et reconstruit le second étage dont il rehausse les plafonds, et installe un grand escalier central.

### Après 1868
Cependant Starchevski doit vendre la maison en 1868 qui est achetée pour la somme colossale de 250 000 roubles par le marchand Johann Friedrich Schumacher. Il la revend deux ans plus tard au bourgeois d'honneur Egor Driabine, qui passe à sa mort à son fils Ivan. La maison est vendue en 1882 à l'épouse du 5e duc de Leuchtenberg, le prince Eugène Maximilianovitch Romanovski (1847-1901) qui était le petit-fils de Nicolas Ier de Russie. Celle-ci, née Zinaïda Skobeleva (1856-1899), fut titrée par l'empereur comtesse de Beauharnais (les Leuchtenberg étant les descendants d'Eugène de Beauharnais), car ce mariage avec un petit-fils de l'empereur était morganatique. C'était la sœur du fameux général Skobelev. La comtesse fait renforcer les fondations et le portique dont les colonnes penchaient dangereusement. Des travaux importants sont menés et les salles de réception, dont la grande salle de bal et le salon Roumiantsev, sont décorées dans le goût historiciste de l'époque. Les travaux durent jusqu'en 1884. La fille du premier mariage du prince Romanovski, duc de Leuchtenberg, Daria (dite Dolly) Evguenievna, vient s'installer en 1884 au palais Roumiantsev, après avoir étudié à Paris à la Sorbonne. Elle épouse à l'église russe de Baden-Baden le prince Léon Kotchoubeï (1862-1927), en 1893. De cette union sont issus Eugène et Nathalie qui passent ici leur enfance. Cependant les parents se séparent en 1911 et le prince Kotchoubeï obtient la garde des enfants. Il vend le palais en 1916 à « la société des entrepôts, de transport et d'assurance de marchandises » qui rénove entièrement l'ensemble, mais les travaux sont interrompus par les débuts de la révolution de Février.

### Après 1917
Toutes les pièces donnant sur le quai des Anglais, renommé quai de la Flotte rouge, sont vidées de leur décor, qui est soit vendu au bénéfice de l'État, soit rassemblé dans des musées. Celles donnant sur la rue de la Galerie sont arrangées en appartements communautaires, partagés par plusieurs familles. Différentes organisations syndicales ou communistes se succèdent au palais jusqu'à ce qu'en 1938 on y ouvre un musée consacré à l'histoire et au développement de Léningrad (nom de la ville depuis 1924). Les dernières organisations quittèrent le bâtiment en 1946 et les derniers habitants des appartements communautaires, situés dans les anciennes ailes de service, dans les années 1990.
Le palais a été restauré dans les années 1980 avec une grande exposition consacrée aux années 1930. Une seconde étape de restauration a eu lieu en 1999 pour la préparation du tricentenaire de la ville.
Le palais est aujourd'hui une filiale du musée d'histoire de Saint-Pétersbourg.